# Le Tour (Chamonix-Mont-Blanc)
Pour l’article homonyme, voir Tour de France.
Le Tour est un village de France situé en Haute-Savoie, sur la commune de Chamonix-Mont-Blanc, au fond de la vallée de Chamonix.

## Géographie
Situé à 1 470 mètres d'altitude, le Tour est le village le plus élevé de la vallée de Chamonix. Dernier village situé juste après celui de Montroc, il se trouve au pied des aiguillettes des Posettes au nord, du col de Balme au nord-est et du glacier du Tour auquel il a donné son nom au sud-est. 

## Histoire

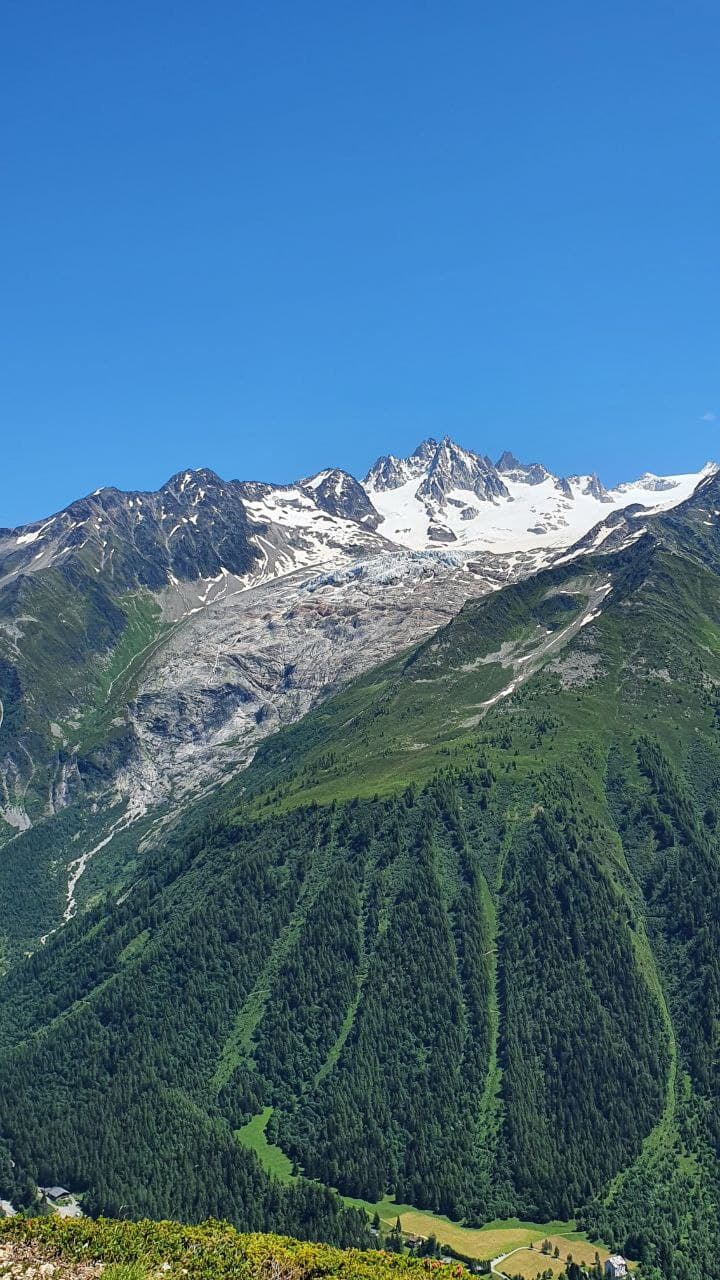
Le glacier du Tour depuis le Grand Balcon Sud dans les aiguilles Rouges au nord-ouest ; le Tour se trouve à gauche hors cadre.

Lors du petit âge glaciaire des XVIIe et XVIIIe siècles, la paroi rocheuse surplombant le village du Tour était entièrement recouverte par le glacier du Tour. La langue terminale du glacier menaçait même de recouvrir le village alors qu'actuellement son front glaciaire se trouve à environ 2 200 mètres d'altitude.

## Tourisme
Le Tour est le point de départ d'un secteur du domaine skiable de Chamonix-Mont-Blanc avec la présence de quatre téléskis constituant le petit domaine skiable de la Vormaine aux portes du village ainsi que d'une télécabine menant au secteur du col de Balme et de Vallorcine.